# 26969 Biver
26969 Biver este o planetă minoră (asteroid) din centura de asteroizi. A fost descoperită pe 20 septembrie 1997 la Observatorul Kleť de Miloš Tichý⁠(d). 
Obiectul prezintă o orbită caracterizată de o semiaxă mare de 2,5329982 UAi, o excentricitate de 0,13, o înclinație de 15,90583 ° în raport cu ecliptica.